# Plagiomene
Il plagiomene (gen. Plagiomene) è un mammifero estinto, forse appartenente ai dermotteri. Visse tra il Paleocene superiore e l'Eocene inferiore (circa 56 - 50 milioni di anni fa) e i suoi resti fossili sono stati ritrovati in Nordamerica.

## Descrizione
Di questo animale sono stati ritrovati solo scarsi fossili cranici, principalmente denti e mascelle, ed è quindi impossibile ricostruirne l'aspetto. 
Plagiomene era caratterizzato dalla presenza di premolari posteriori molarizzati; i molari inferiori erano ampi, con talonidi eccezionalmente larghi e trigonidi relativamente bassi. Come nell'odierno Cynocephalus, i molari superiori erano divisi essenzialmente a metà grazie a una valle trasversale che decorreva dal margine buccale tra il paracono e il metacono verso il protocono. Una valle simile separava il trigonide dal talonide nei denti molariformi inferiori. Gli incisivi di Plagiomene erano dotati di corone bifide, che sono state interpretate come una condizione ancestrale rispetto a quella dei dermotteri attuali, con incisivi a forma di pettine. Rispetto a quelli dei galeopiteci attuali, i molari superiori di Plagiomene erano più complessi, con quattro cuspidi stilari nel lato buccale e conuli fortemente sviluppati. 
Di Plagiomene si conosce anche la base cranica, piuttosto diversa da quella dell'attuale Cynocephalus e dalle caratteristiche piuttosto derivate: la cavità timpanica e le parti adiacenti sono altamente pneumatizzate, mentre la bolla uditiva è molto complessa (almeno sette elementi). 
Se Plagiomene fosse stato imparentato con i dermotteri attuali, è probabile che fosse dotato anch'esso di un patagio di pelle tra le zampe, atto a planare. 

## Classificazione
Plagiomene è il genere eponimo dei plagiomenidi (Plagiomenidae), un gruppo enigmatico di mammiferi placentati del Paleocene e dell'Eocene, dalle affinità incerte ma classicamente considerati dermotteri arcaici sulla base delle caratteristiche dentarie. La caratteristica base cranica, tuttavia, suggerirebbe che le affinità con i dermotteri attuali siano poco probabili. 
Il genere Plagiomene venne descritto per la prima volta nel 1918 da William Diller Matthew, sulla base di fossili rinvenuti in Wyoming in terreni dell'Eocene inferiore. La specie tipo è Plagiomene multicuspis. Altre specie note sono P. accola, sempre dell'Eocene del Wyoming, e P. zalmouti, del Paleocene superiore del Wyoming, della quale è noto un cranio parziale. Un genere affine, e leggermente più antico, è Planetetherium. 

## Paleoecologia
Plagiomene doveva essere un animale arboricolo; se fosse stato simile ai dermotteri attuali avrebbe usato il suo patagio per planare da un albero all'altro. 